# Рождественская марка
Рожде́ственские ма́рки — почтово-благотворительные и почтовые марки рождественской тематики, выпускаемые во многих странах мира в преддверии 25 декабря и предназначенные для использования на праздничных почтовых отправлениях, например, рождественских открытках. Являются регулярными почтовыми марками, в отличие от рождественских виньеток, или марок-наклеек, и действительны для оплаты почтового сбора в течение всего года. Обычно поступают в продажу в начале октября — начале декабря и печатаются значительным тиражом.

## История
До сих пор продолжаются дискуссии о том, какая именно марка была первой рождественской. Канадская марка 1898 года с изображением карты имеет надпись англ. «XMAS 1898» («РОЖДЕСТВО 1898»), но она была выпущена 7 декабря по случаю введения имперского почтового тарифа в 1 пенни. 25 декабря того же года. С этой маркой связана следующая история: генеральный почтмейстер Канады Уильям Малок предлагал выпустить марку 9 ноября «на день рождения принца» (подразумевая принца Уэльского), но когда королева Виктория с неудовольствием спросила: «Какого принца?», Малок почувствовал опасность и ответил: «Принца мира, ваше величество».
С 1912 года, сначала в Швейцарии, стали выпускаться почтово-благотворительные марки с надбавкой в связи с рождественскими праздниками. Первые швейцарские марки были без номинала и с надписью «Pro Juventute» («В пользу детей»). В 1913 году в этой стране вышла в свет ещё одна рождественская марка номиналом в 5 сантимов и с такой же наценкой. В дальнейшем рождественские марки стали издаваться ежегодно сериями по 2—4 штуки. Подобные полупочтовые марки появились также в Нидерландах и некоторых других странах.
В 1937 году в Австрии вышли две «рождественские поздравительные марки» с изображениями розы и знаков Зодиака. В 1939 году в Бразилии были напечатаны полупочтовые марки, на которых были изображены три волхва и звезда, ангел и ребёнок, Южный Крест и ребёнок, мать и дитя. В 1941 году в Венгрии также появились полупочтовые марки; часть доходов, вырученных от их продажи, должна была пойти на праздничные рождественские мероприятия для солдат. Собственно сцена Рождества Христова впервые была запечатлена на венгерской почтовой марке 1943 года. Все названные выпуски марок были единичными и скорее коммеморативными, чем регулярными.
Рождественские марки затем не появлялись до 1951 года, когда на Кубе напечатали марки с пуансеттиями и колокольчиками, вслед за которыми были выпущены рождественские марки Гаити (1954), Люксембурга и Испании (1955), Австралии, Кореи и Лихтенштейна (1957). В Австралии выпуск марок, посвящённых Рождеству, стал ежегодной традицией; в 1960-е годы многие государства последовали примеру этой страны.
В 1975 году рождественские марки США вышли безноминальными, поскольку их печатали летом и чиновники почтового управления США не смогли заранее предсказать, какими будут к Рождеству почтовые тарифы[≡].
К 1990-м годам приблизительно 160 почтовых администраций выпускали рождественские марки, большинство из них — ежегодно. Самую большую группу государств, не участвующих в этой традиции, составляют исламские страны, хотя правительство Палестины печатало подобные марки начиная с 1995 года.
После распада СССР почтовые марки в честь Рождества стали появляться в постсоветских государствах, включая Россию, Украину и Белоруссию:
- Примеры рождественских марок постсоветских стран
- Армения (1997)
- Белоруссия (2000)
- Россия (1995) с репродукцией иконы Рождества Христова 1497 года
- Почтовый блок России (2000) с репродукцией картины А. А. Иванова «Явление Христа народу»
- Украина (1999)
- Украина (2001)
- Украина (2005)

## Дизайн
Хотя некоторые тропические островные государства выпускают крупноформатные рождественские марки, предназначенные, главным образом, для продажи коллекционерам, главная их функция во всём остальном мире заключается в использовании для оплаты почтового сбора за отправку многочисленных поздравительных открыток и писем. Поэтому марки, как правило, имеют обычный размер и предлагаются по одному или нескольким номиналам, которые приняты для внутреннего или международного хождения.
Дизайн марок чрезвычайно разнообразен, включая сюжеты как явно религиозного характера, с изображением сцен Рождества, до светских образов рождественской ёлки, рождественских венков, Санта-Клауса и т. д. Страна может поддерживать выпуск марок на унифицированную тему в течение нескольких лет, а затем менять сюжет без видимой причины, в некоторых случаях следуя веяниям почтовой «моды» в других странах. Например, в 1970-е годы многие страны издавали марки, дизайн которых был основан на детских рисунках, с указанием имён и возраста юных художников.
Выбор светского или религиозного мотива для рождественской марки является часто причиной споров. Церковные руководители предпочитают религиозные сюжеты, считая, что мирское наполнение этих марок вуалирует истинное значение праздника. В то же время почтовые чиновники опасаются, что дизайн с прямой религиозной направленностью отпугнёт светских потребителей, в результате чего миллионные тиражи останутся непроданными, а сама почтовая администрация может быть обвинена в нарушении законов, запрещающих рекламу каких-либо религиозных взглядов.
Как правило, рождественские марки имеют небольшие пояснительные надписи или вовсе лишены их, при впечатляющей работе художника.
В США проблема выбора между светскими и религиозными сюжетами решена следующим образом: обычно используются 4—6 связанных между собой светских мотивов и один классический христианский сюжет — «Мадонна с Младенцем». Последний при этом основывается на работах старых мастеров, чьи полотна представлены в галереях США, в результате чего изображение на марках можно квалифицировать как репродукцию произведений искусства, а не религиозную пропаганду.

## Использование
Чаще всего рождественские марки используются для наклеивания на рождественские открытки. В век электронной почты рождественские выпуски — наиболее часто употребляемые марки по сравнению с обычными марками в другие сезоны года, а их остатки после празднования Рождества можно увидеть на простой корреспонденции в течение первых месяцев наступившего года.
Исключением в этом плане является Австралия, где рождественские марки имеют хождение только в период рождественских праздников; их также нельзя использовать для обычных почтовых отправлений, а только на рождественских открытках. Это объясняется тем, что рождественская марка здесь на 5 центов дешевле, чем обычная почтовая марка.

## Коллекционирование
«Рождество» — популярное направление в тематическом коллекционировании. Из-за большого количества печатаемых рождественских марок почти все они могут быть легко найдены и приобретены по незначительной цене. Сложнее бывает раздобыть в свою коллекцию конверты со специальными почтовыми штемпелями, на которых указаны:
- непосредственно дата Рождества (в этом случае некоторые почтовые отделения могут работать в этот праздничный день);
- связанные с этим праздником специфические места гашения, например, Норт-Поул (Северный Полюс) в штатах Аляска и Нью-Йорк, Санта-Клаус[англ.] в Индиане или Остров Рождества;
- памятные надписи на рождественскую тематику.

Некоторые филателисты рассматривают подобные марки и другие филателистические материалы как подвид коллекционирования на тему «Религия на марках».
В 1969 году в США был образован Рождественский филателистический клуб (Christmas Philatelic Club), который начиная с того же года издаёт ежеквартальный журнал «Yule Log».
- Примеры рождественских марок некоторых других стран
- Германия (2003; со специальным почтовым штемпелем 2004 года)
- Фарерские острова (2000)

## Другие праздничные марки
В некоторых странах, например, в Японии и СССР, существует давняя традиция выпуска новогодних марок. Кроме того, известен ряд пасхальных марок, предназначенных главным образом для коллекционеров.
В США несколько раз выпускались марки к Новому году и Дню благодарения. В 1990-х — 2000-х годах марки, посвящённые праздникам Кваанза, Ханука, Ид аль-Фитр и Ид аль-Адха, а также китайскому Новому году, стали неотъемлемой частью программы выпусков американских праздничных марок.
В ряде стран недавно появилась ещё одна традиция — почтовые марки ко Дню святого Валентина.